# Подземный сток
Подземный сток — это количество воды, стекающей в реки с определённой площади подземными путями.
Исключительно важная роль в изучении рек принадлежит их подземному питанию. Подземное питание занимает третье место по объёму поступающих в реку вод после дождевых вод и снегового питания. На его долю в среднем приходится около 1/3 речного стока. Именно подземное питание обусловливает постоянство и большую продолжительность стока реки в течение года, что и создает в конечном итоге реку.
При изучении подземного питания рек важной является характеристика подземного стока, которая должна отражать его особенности как элемента баланса подземного потока и составляющей речного стока водного баланса речного бассейна.
Подземный сток оценивается следующими параметрами: объёмом воды и расходом подземного стока. Основной количественной характеристикой является модуль подземного стока — расход потока подземных вод с единицы площади водосбора в единицу времени (измеряется в л/сек*км² или м3/сек*км²). Величину подземного стока, наименьшую в году, характеризуют минимальным модулем подземного стока.
Одним из основных методов изучения подземного стока является гидрогеологический метод определения расходов подземного стока в реку при изучении баланса грунтовых вод в речном бассейне. Если в гидродинамическом методе величина подземного питания определяется по расходу воды в водонаносных пластах, то гидрометрический метод расчета водообмена между рекой и пластом использует возможность измерения подземных вод, поступающих а реку между двумя гидрометрическими створами. Эти методы позволили получить объективные данные по вопросам подземного питания рек.
Постановка проблем изучения подземного стока и разработка методов его оценки и картирования — одно из общепризнанных достижений советской (российской) гидрогеологии (Б. И. Куделин, В. А. Всеволожский, И. С. Зекцер, 
Р. Г. Джамалов и мн. др.).